# 阿河 (默訥河)
51°25′7″N 8°34′59″E / 51.41861°N 8.58306°E

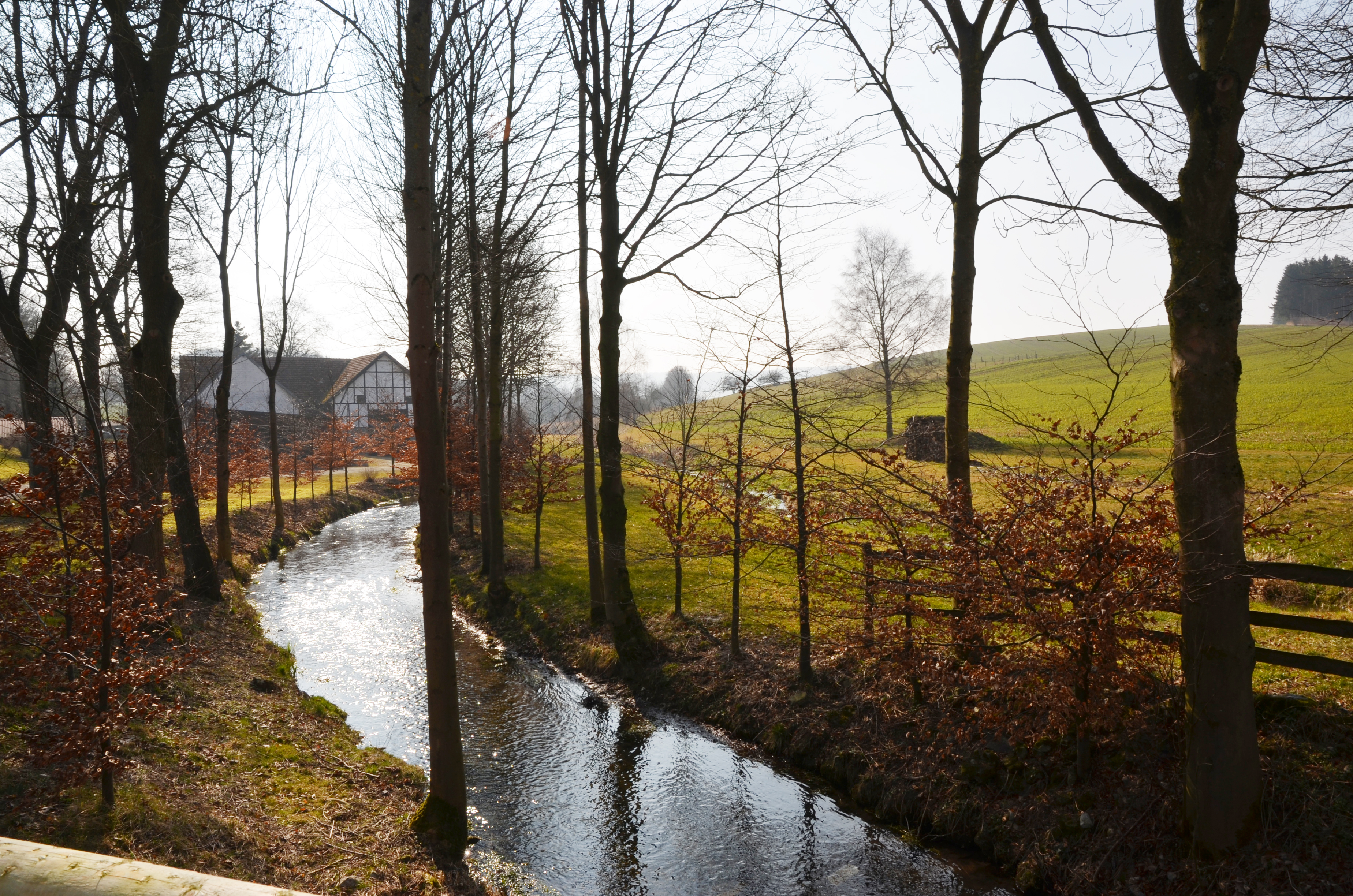

阿河（德語：Aa），是德國的河流，位於該國西部，處於北萊茵-威斯特法倫州，屬於默訥河的左支流，河道全長7公里，流域面積23平方公里，河口處在布里隆附近。